# Nagatoro (Saitama)

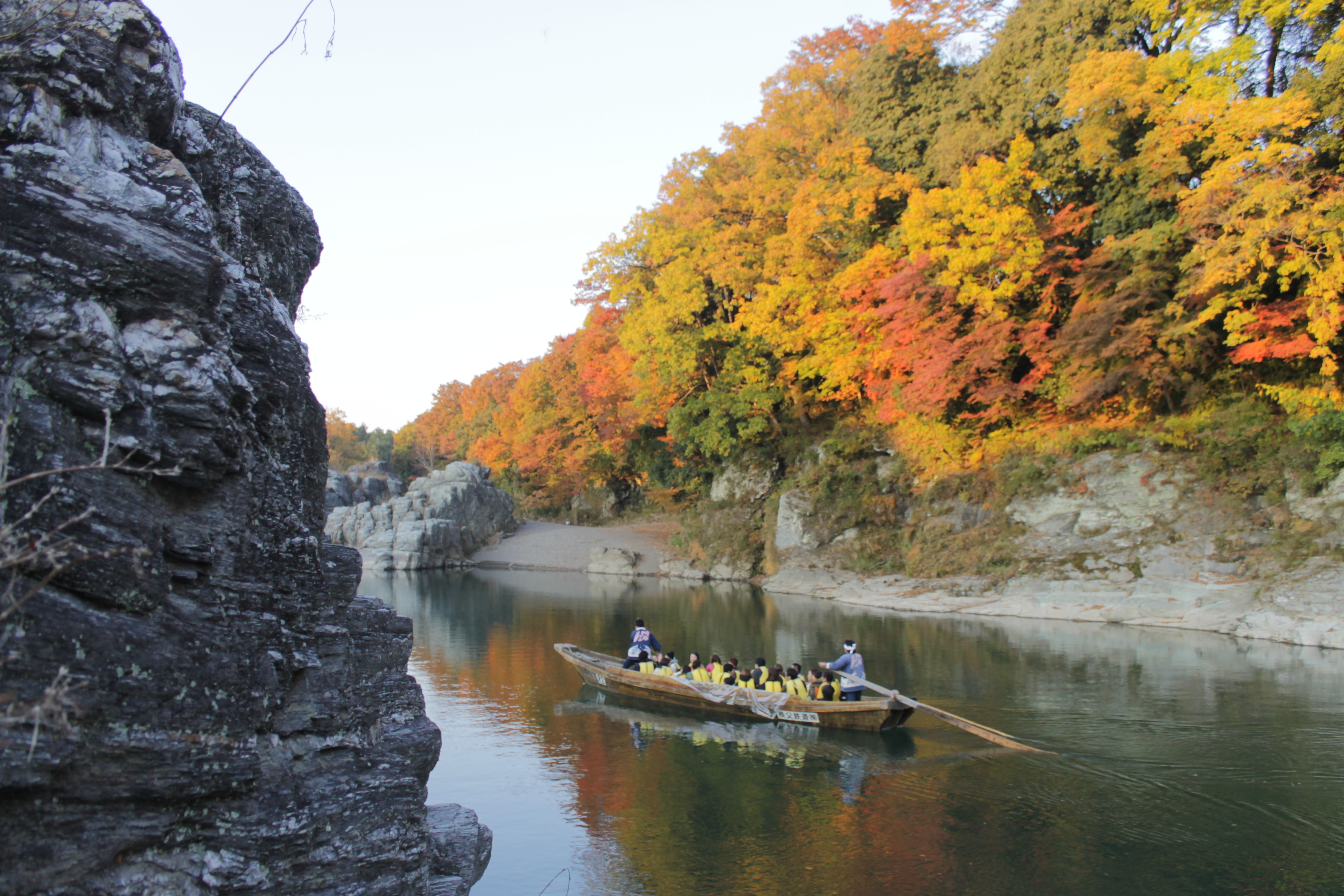
Rapid River

Nagatoro (jap. 長瀞町 Nagatoro-machi, deutsch ‚Stadt Nagatoro‘, englisch Nagatoro Town) ist eine Stadt im Landkreis Chichibu der Präfektur Saitama auf der japanischen Hauptinsel Honshū. Die Stadt verwendet bei der Schreibweise des Kanji 瀞 die Kyūjitai-Form 瀞, die sich in der oberen, rechten Komponente unterscheidet.

## Geografie
Nagatoro liegt nördlich von Chichibu und westlich von Yorii.

## Verkehr
- Straße:
  - Nationalstraße 140
- Zug:
  - Chichibu-Hauptlinie, nach Kumagaya und Chichibu

## Angrenzende Städte und Gemeinden
- Honjō
- Yorii
- Minano
- Misato

## Söhne und Töchter der Stadt
- Ryōhei Arai (* 1991), Speerwerfer